# Wolfgang Peter Geller
Wolfgang Peter Geller (Amburgo, 1945) è un fotografo tedesco, fondatore dell'azienda California Sunbounce.
Inizialmente Wolfgang Peter Geller lavorava come avvocato, tenendo la fotografia soltanto come un lavoro part time, lavorando tra l'altro per Hamburger Abendblatt e Stern
Tuttavia, quando nel 1971 una sua fotografia, che ritraeva una sparatoria fra la polizia ed i rapinatori di una banca a Saarbrücken, vinse il World Press Photo of the Year 1971, allora Geller decise di dedicarsi esclusivamente alla fotografia.